# 얀네 라흐텔라
얀네 페테리 라흐텔라(핀란드어: Janne Petteri Lahtela, 1974년 2월 28일~)는 핀란드의 프리스타일 스키 선수, 지도자로 주 종목은 모굴이다. 1998년 동계 올림픽에서 사촌인 사미 무스토넨를 제치고 은메달을 획득했다. 2002년 동계 올림픽에서 금메달을 획득했으며, 1999년 세계 선수권 대회에서 우승했다. 현재 일본 프리스타일 스키 대표팀 감독을 맡고 있으며, 일본을 기반으로 한 스키 용품 회사인 아이디원의 창립자이자 후원자이다. 